# NGC 425
NGC 425 je galaksija u zviježđu Andromeda.

## Vanjske poveznice
- SEDS: NGC 425